# Estrada Real Persa

mapa do Império Aquemênida e o Caminho Real

A Estrada Real Persa foi uma antiga via construída pelo rei Dario I no século V. Dario construiu a estrada para proporcionar uma comunicação rápida por todo seu grande império, desde Susa até Sardes.
Os mensageiros poderiam percorrer 2.699 km em sete dias. Acerca destes mensageiros, o historiador grego Heródoto registrou: "Não há nada no mundo que viaje mais rápidos que esses mensageiros persas". E ainda: "Nem a neve, nem a chuva, nem o calor e nem a escuridão da noite impedem que realizem a tarefa proposta a eles com a máxima velocidade".

## O trajeto da Estrada Real
O traçado da estrada foi reconstruído a partir dos escritos de Heródoto, de outras fontes históricas e de pesquisa arqueológica. Iniciava-se no Oeste do Império, em Sardes (cerca de 60 milhas a Leste de Izmir na atual Turquia), em direção ao Leste através do atual meio-norte da Turquia até Nínive, a antiga capital Assíria (atual Moçul, no Iraque) onde então infletia para o Sul, até à Babilônia (atual Bagdá, no Iraque). Próximo à Babilônia, acredita-se que se dividia em duas rotas, uma dirigindo-se para o Noroeste e então para o Oeste através de Ecbátana e então através da Rota da Seda, e outra prosseguindo para o Leste até à sua futura capital persa, Susa (atual Irão) e então para o Sudeste até Persépolis.

## A história
Por não seguir exatamente o caminho mais curto e fácil entre as cidades mais importantes do Império Aquemênida, arqueólogos acreditam que a parte oeste da estrada foi, originalmente, construída pelos reis da Assíria, já que ela avança por dentre o coração desse antigo império. As partes mais ao leste da estrada (hoje em dia, o norte do Irã) coincidem com a maior rota de comércio já conhecida, a Rota da Seda.
Entretanto, Dário I fez a Estrada Real como é conhecida hoje ao investir na estrutura da estrada e ao unir suas partes completamente, primeiramente como um modo rápido de comunicação usando os pirradaziš do reino, ou mensageiros.
A construção da estrada melhorada por Dário era de tamanha qualidade que ela continua a ser usada até os tempos romanos. Uma ponte em Diarbaquir, Turquia, ainda está lá desde o período de uso da estrada.